# Kristevik och Sundsandvik
Kristevik och Sundsandvik är sedan 2015 en av SCB avgränsad och namnsatt tätort  i Uddevalla kommun belägen väster om Uddevalla. Tätorten avgränsades 2015 på ett område som tidigare räknats som småorterna Sundsandvik och Kristevik (västra delen) och del av Sund.

## Befolkningsutveckling
| Befolkningsutvecklingen i Kristevik och Sundsandvik 2015–2020                                           | Befolkningsutvecklingen i Kristevik och Sundsandvik 2015–2020 | Befolkningsutvecklingen i Kristevik och Sundsandvik 2015–2020 | Befolkningsutvecklingen i Kristevik och Sundsandvik 2015–2020 | Befolkningsutvecklingen i Kristevik och Sundsandvik 2015–2020 |
| --- | ------------------------------------------------------------- | ------------------------------------------------------------- | ------------------------------------------------------------- | ------------------------------------------------------------- |
| |                                                               |                                                               |                                                               |                                                               |
| År |                                                               |                                                               | Folkmängd                                                     | Areal (ha)                                                    |
| 2015 | 2015                                                          |                                                               | 382                                                           | 142                                                           |
| 2020 | 2020                                                          |                                                               | 479                                                           | 175                                                           |
| Anm.: Ny tätort 2015, var tidigare småorterna Sundsandvik och Kristevik (västra delen) och del av Sund. |                                                               |                                                               |                                                               |                                                               |